# Rex Tillerson
Rex Wayne Tillerson (Wichita Falls, 23 maart 1952) is een Amerikaans ondernemer en bestuurder. Hij diende als minister van Buitenlandse Zaken onder president Donald Trump van 2017 tot 2018.

## Politieke carrière
Op 13 december 2016 werd Tillerson door president Donald Trump voorgedragen als minister van Buitenlandse Zaken in zijn kabinet. Zijn benoeming werd op 1 februari 2017 bekrachtigd door de Senaat.
Op 13 maart 2018 werd Tillerson door president Trump ontslagen.
Hij was voorheen de CEO van ExxonMobil, van 2006 tot 2016. Zijn vermogen wordt geschat op 150 miljoen en 237 miljoen aan aandelen in ExxonMobil.
Bij zijn aantreden als minister beschikte Tillerson niet over ervaring in de internationale diplomatie. Als topondernemer bouwde hij daarentegen een breed internationaal netwerk op in de energiesector. In het bijzonder zijn daaruit voortvloeiende goede relatie met de Russische president Vladimir Poetin leverde een serieuze controverse op tijdens de behandeling van zijn voordracht in de Senaat.
Op 30 november 2017 beweerde The New York Times dat het Witte Huis van plan is om Tillerson te ontslaan. Hij zou vervangen worden door CIA-directeur Mike Pompeo. Trump kondigde op 13 maart 2018 aan dat Rex Tillerson wordt opgevolgd door Mike Pompeo.
- Gemeinsame Normdatei: 1121630626
- International Standard Name Identifier: 0000 0004 9823 1332
- Library of Congress Control Number: no2017057081
- Nationale Bibliotheek van Polen: a0000003575940
- Virtual International Authority File: 4176148209309300460005
- WorldCat: E39PBJr7VbTHPyYG9JxHmvRkDq

Jefferson ·
Randolph ·
Pickering ·
Marshall ·
Madison ·
Smith ·
Monroe ·
Adams ·
Clay ·
Van Buren ·
Livingston ·
McLane ·
Forsyth ·
Webster ·
Upshur ·
Calhoun ·
Buchanan ·
Clayton ·
Webster ·
Everett ·
Marcy ·
Cass ·
Black ·
Seward ·
Washburne ·
Fish ·
Evarts ·
Blaine ·
Frelinghuysen ·
Bayard ·
Blaine ·
Foster ·
Gresham ·
Olney ·
Sherman ·
Day ·
Hay ·
Root ·
Bacon ·
Knox ·
Bryan ·
Lansing ·
Colby ·
Hughes ·
Kellogg ·
Stimson ·
Hull ·
Stettinius ·
Byrnes ·
Marshall ·
Acheson ·
Dulles ·
Herter ·
Rusk ·
Rogers ·
Kissinger ·
Vance ·
Muskie ·
Haig ·
Shultz ·
Baker ·
Eagleburger ·
Christopher ·
Albright ·
Powell ·
Rice ·
Clinton ·
Kerry ·
Tillerson ·
Pompeo ·
Blinken